# Michael Almebäck
Michael Carl-Eric Almebäck, född 4 april 1988 i Bromma, är en svensk fotbollsspelare som senast spelade för Örebro SK. Han spelar främst som mittback.

## Klubbkarriär
Den 8 juni 2011 skrev Almebäck på ett fyraårskontrakt med den belgiska klubben Club Brugge KV. Den 17 juli 2013 skrev han på ett treårskontrakt med danska klubben Brøndby IF.
Den 25 januari 2016 blev det klart att Almebäck återvände till sin tidigare klubb Örebro SK. Den 6 september 2018 valde Almebäck att förlänga sitt kontrakt med Örebro SK. Det nya kontraktet sträckte sig över säsongen 2021. Efter säsongen 2021 lämnade Almebäck klubben i samband med att hans kontrakt gick ut.

## Landslagskarriär
Den 23 januari 2010 debuterade Almebäck i A-landslaget i en träningsmatch mot Syrien.